# Jirisan (serie televisiva)
Jirisan (지리산?, 智異山?, JirisanLR, ChirisanMR, anche noto come Cliffhanger) è un drama coreano trasmesso su tvN dal 23 ottobre al 12 dicembre 2021.
Intitolato all'eponima montagna sudcoreana, su cui è ambientato, è stato prodotto da tvN in occasione del proprio quindicesimo anniversario. iQiyi si è occupata della distribuzione internazionale in streaming.

## Trama
Nel 2018, Kang Hyun-jo inizia a prestare servizio come ranger al parco nazionale del Jirisan, venendo affiancato dalla collega più esperta Seo Yi-kang, a cui presto rivela il suo segreto: la facoltà di vedere i luoghi dove sono avvenuti o avverranno eventi nefasti sulla montagna. Il duo, insieme agli altri ranger, è impegnato giornalmente in missioni di aiuto e salvataggio che coinvolgono sia escursionisti dispersi, sia visitatori che giungono sul Jirisan per commettere reati o togliersi la vita.
Nel 2020, Yi-kang torna al parco dopo un periodo d'assenza per indagare su alcuni segnali apparsi nei luoghi di ritrovamento di escursionisti dispersi – un codice conosciuto soltanto da lei e Hyun-jo, che tuttavia giace in coma dopo un misterioso incidente che ha reso la stessa Yi-kang paraplegica.

## Personaggi e interpreti

### Personaggi principali
- Seo Yi-kang, interpretata da Jun Ji-hyun, Kang Ji-woo (nel 1995, ep. 2, 11-12) e Kim Do-yeon (nel 1997, ep. 6)
Soprannominata "dio fantasma della montagna" e "diavolo Seo" dai suoi colleghi, è la miglior ranger del parco. Conosce profondamente la montagna, ma ne è anche terrorizzata. La sua visione cinica del Jirisan inizia a cambiare quando incontra il ranger alle prime armi Kang Hyun-jo, di cui diventa partner e confidente.
- Kang Hyun-jo, interpretato da Ju Ji-hoon
Ex-militare che, dopo aver avuto un incidente sul Jirisan, inizia ad essere affetto da visioni sulle morti che si verificano sulla montagna. Ritenendola una chiamata a impedirle, diventa un ranger.

### Personaggi secondari
Alla sede del parco di Haedong e al rifugio Bidam
- Jo Dae-jin, interpretato da Sung Dong-il e Song Ji-woo (nel 1991-95, ep. 10-11)
Capo della sede di Haedong del parco, un uomo semplice devoto al suo lavoro.
- Jung Goo-young, interpretato da Oh Jung-se
Ranger dalla mentalità pratica, superficiale e brontolone.
- Park Il-hae, interpretato da Jo Han-cheol
Caposquadra dei ranger del rifugio Bidam, tenace e responsabile.
- Lee Yang-sun, interpretata da Joo Min-kyung
Impiegata amministrativa del parco.
- Lee Da-won, interpretata da Go Min-si
Ranger alle prime armi, che fa di Yi-kang il suo modello di ruolo.

All'ufficio del Jeolla settentrionale
- Kim Gye-hee, interpretato da Joo Jin-mo e Kim Sang-bo (nel 1991, ep. 10)
Capo dell'ufficio del Jeolla settentrionale.
- Kim Sol, interpretato da Lee Ga-sub e Jung Si-yul (nel 1991, ep. 10, 14-16)
Volontario del parco, lavora per il programma di conservazione dell'ambiente.
- Dottoressa Yoon Su-jin, interpretata da Kim Gook-hee
Ricercatrice del centro di restauro ecologico.

Al villaggio di Haedong
- Lee Moon-ok, interpretata da Kim Young-ok
Proprietaria di un ristorante alle pendici della montagna e nonna di Yi-kang, che ha cresciuto dopo la morte del figlio e della nuora vent'anni prima.
- Kim Woong-soon, interpretato da Jeon Seok-ho
Agente di polizia, nato e cresciuto a Haedong.
- Park Soon-kyung, interpretato da Han Dong-ho
Agente di polizia appena arrivato al villaggio.
- Lee Se-wook, interpretato da Yoon Ji-on
Apicoltore, cugino di Yang-sun.

### Apparizioni speciali
- Ryu Seung-ryong (ep. 1)[5]
- Hee-won, interpretata da Park Hwan-hee (ep. 2, 5, 11-13, 16)[6]
Escursionista in visita al parco del Jirisan, dove perde un biglietto vincente della lotteria.
- Kim Ki-chang, interpretato da Kim Min-ho (ep. 2)[7]
Strozzino e truffatore.
- Lee Geum-rye, interpretata da Ye Su-jeong (ep. 3)[8]
Anziana signora, amica di Moon-ok, che ha perso la madre da bambina sulla montagna.
- Moglie di Choi Il-man, interpretata da Lee Chae-kyung (ep. 4-5, 7-8, 13)[9]
Titolare di un negozio di medicina tradizionale che cattura illegalmente serpenti.
- Im Cheol-kyeong, interpretato da Son Seok-koo e Choi Hyun-wook (nel 1997, ep. 6)[10]
Detective della squadra antidroga, primo amore di Yi-kang.
- Jung Soo-min, interpretata da Gong Sung-ha (ep. 6)[11]
Collega di Cheol-kyeong nella squadra antidroga.
- Tae-joo, interpretato da Yoon Jong-suk (ep. 9-10)[12]
Streamer che si arrampica sul Jirisan per indagare sul mistero dello scomparso Villaggio del Ponte Nero.
- Kim Jae-kyung, interpretato da Jo Wan-ki (ep. 10)[13]
Abitante del Villaggio del Ponte Nero, morto suicida.
- Kim Nam-sik, interpretato da Ji Seung-hyun (ep. 11-12, 14)[14]
Ranger del parco, deceduto nell'inondazione del 1995 insieme ai genitori di Yi-kang.
- Kang Seung-ah, interpretata da Lee Sun-bin (ep. 15-16)[15]
Sorella di Hyun-jo.
- Kang Oh-hyun, interpretato da Kim Kap-soo (ep. 15-16)[15]
Padre di Hyun-jo.
- Lee Hyun-sook, interpretata da Nam Gi-ae (ep. 15-16)[15]
Madre di Hyun-jo.

## Produzione

### Pre-produzione

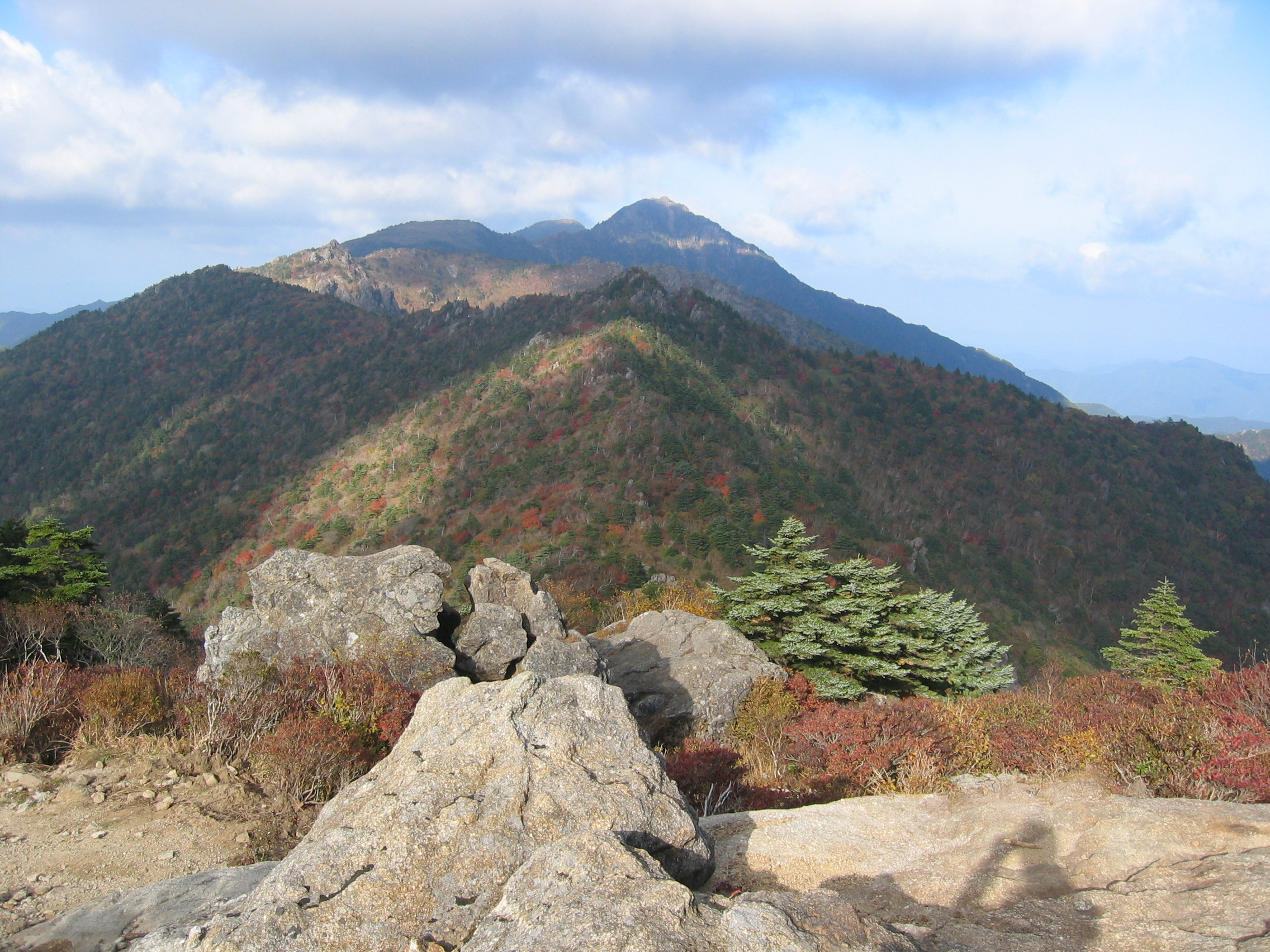
Il Jirisan.

Jirisan è diretto da Lee Eung-bok e scritto da Kim Eun-hee. Kim ha iniziato a pianificare la serie nel 2019, mentre attraversava un periodo di difficoltà personali e, volendo scrivere una storia di guarigione dopo diverse sceneggiature contenenti degli omicidi, ha scelto come ambientazione la natura del Jirisan, raccontando che "piuttosto che una montagna che si scala per divertimento, ho pensato che il Jirisan rappresentasse una montagna che si scala per perseveranza. È una montagna dove vai quando stai cercando le risposte a qualcosa". All'inizio la trama si concentrava sugli scalatori, non sui ranger, ma intervistando i dipendenti del parco, Kim è rimasta maggiormente intrigata dal lavoro di questi ultimi. In conferenza stampa ha spiegato: "Se si verifica un incidente in città, si chiama il 119. Se si verifica un incidente in montagna, mandano i ranger, che conoscono la montagna meglio di chiunque altro. I ranger sono persone che salvano persone. Mi ha fatto una grande impressione."

### Casting
Il 3 marzo 2020, la stampa sudcoreana ha riferito che Jun Ji-hyun era in trattative per il ruolo della protagonista nel nuovo drama scritto da Kim Eun-hee. La sua partecipazione è stata confermata il 4 settembre seguente, insieme a quella del co-protagonista Ju Ji-hoon. Essendo apparsi entrambi in Kingdom della stessa sceneggiatrice, prima di scritturarli Kim ha chiesto in via informale se fossero appassionati di montagne e scalate, ricevendo risposte positive. Prima della conferma di Ju Ji-hoon, era stato riportato che Park Seo-joon avrebbe probabilmente interpretato Kang Hyun-jo.
Sung Dong-il e Oh Jung-se si sono uniti al cast il 10 settembre. Il giorno successivo sono stati resi pubblici gli interpreti dei personaggi secondari: Jo Han-cheol, Jeon Seok-ho, Lee Ga-sub, Go Min-si, Joo Min-kyung e Kim Young-ok.
Il 23 febbraio 2021 è stato annunciato che Kim Do-yeon avrebbe interpretato il personaggio di Jun Ji-hyun, Seo Yi-kang, da giovane. Il 1º aprile seguente un membro della produzione ha divulgato che Son Seok-koo aveva preso parte alle riprese. Il 28 settembre Kim Gook-hee è stata confermata come membro del cast, nel ruolo di una dottoressa del centro di conservazione del parco.
Ryu Seung-ryong ha narrato la sequenza di apertura del primo episodio.

### Riprese

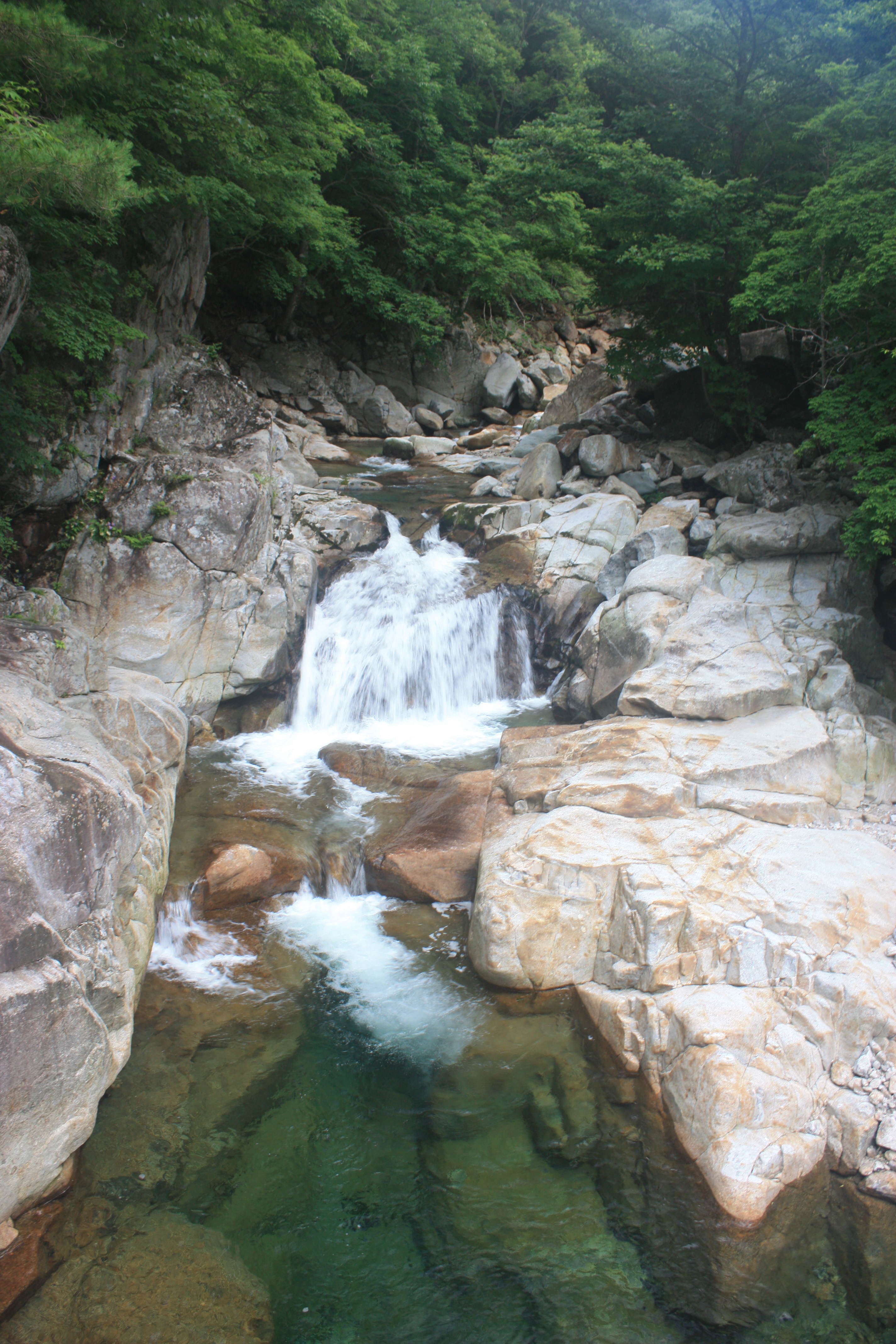
Baemsagol, uno dei luoghi delle riprese.

Jirisan è la prima serie televisiva girata al parco nazionale del Jirisan, con un budget di 32 miliardi di won. La fotografia principale è cominciata il 18 settembre 2020 a Sannae-myun a Namwon, e la prima ripresa in esterna si è svolta il 29 ottobre. Dall'8 al 20 dicembre la produzione è stata interrotta a causa dell'aumento dei casi di COVID-19 in Corea del Sud. Le riprese sono terminate a giugno 2021.
La sede di Haedong del parco e il rifugio Bidam, set principali della serie, sono stati costruiti dalla città di Namwon appositamente per il drama, con un costo di 2 miliardi di won. Tra gli altri siti in cui si sono svolte le riprese figurano i giardini di Gwanghalluwon, il pino Cheonnyeonsong del villaggio di Waun, la pineta del villaggio di Bujeol, il centro educativo ecologico Baekdudaegan, oltre a numerosi picchi simbolo del Jirisan. Alcuni luoghi che nel drama vengono presentati come appartenenti al parco nazionale del Jirisan si trovano in realtà altrove: nel parco nazionale del Bukhansan (Gyeonggi), in quello del Mudeungsan, e ad Andong.
La maggior parte delle inquadrature panoramiche della montagna è reale, mentre ad alcune è stata aggiunta della computer grafica.

### Promozione e trasmissione
Il 15 settembre 2021 è uscito il primo teaser promozionale, seguito il giorno seguente dal primo poster, con Jun Ji-hyun che entra in una foresta in fiamme. Il 19 settembre, tvN ha annunciato che la trasmissione sarebbe iniziata il 23 ottobre, con due episodi settimanali ogni sabato e domenica alle 21. Il 30 settembre è stato reso pubblico il poster principale: uno scatto di Jun Ji-hyun e Ju Ji-hoon vestiti da ranger e circondati, rispettivamente, da scintille e fiocchi di neve. Un highlight reel da 8 minuti è stato caricato su YouTube il 15 ottobre.
iQiyi ha ottenuto i diritti per la distribuzione internazionale in streaming nel 2020, allocando oltre 25 miliardi di won, l'80% dei costi di produzione. Gli episodi sono stati resi disponibili in otto lingue in contemporanea con la messa in onda televisiva. Tencent si è occupato della trasmissione nella Cina continentale.

## Colonna sonora
La colonna sonora di Jirisan è composta da Gaemi, già collaboratore del regista Lee Eung-bok in Sweet Home e Tae-yang-ui hu-ye, e prodotta da AStory e Most Contents. Il tema principale è eseguito da Jin dei BTS, e la line-up di cantanti comprende anche Taeyeon delle Girls' Generation, Kim Jong-wan dei Nell, Gaho, Paul Kim, Kim Feel, Jukjae, Lee Seung-yeol, O3ohn e Rothy.
1. Kim Feel – Destiny – 3:37 (testo: Lee Jun-hwa – musica: Gaemi, Lee Jun-hwa)
2. Gaho – Memories – 3:26 (Gaemi, Lee Jun-hwa)
3. Kim Jong-wan – Falling (시간의 틈 사이로?, Sigan-ui teum sa-iroLR; lett. "Attraverso gli spazi del tempo") – 4:00 (testo: Shim Hyeon-bo – musica: Gaemi)
4. Jin – Yours – 4:24 (testo: Gaemi, Jida – musica: Gaemi)
5. Lee So-ra – In Color (물들인다?, Muldeur-indaLR) – 3:49 (testo: Gadeul – musica: Gaemi)
6. O3ohn – Stay – 3:40 (testo: Jida – musica: Gaemi)
7. Rothy – Our Road – 3:41 (testo: Gadeul – musica: Gaemi)
8. Taeyeon – Little Garden (나의 작은 정원?, Na-ui jag-eun jeong-wonLR; lett. "Il mio piccolo giardino") – 4:09 (testo: Lee Joo-hyung (MonoTree) – musica: Gaemi)
9. Paul Kim – Always With You (늘 곁에서 지금처럼?, Neul gyeot-eseo jigeumcheoreomLR; lett. "Sempre al tuo fianco come ora") – 3:25 (testo: Paul Kim – musica: Gaemi)
10. Jukjae – I'm Coming Home – 4:06 (testo: Gaemi, Gadeul – musica: Gaemi)
11. Lee Seung-yeol – Valley of the Shadow – 3:38 (testo: Kim Eana – musica: Gaemi)
12. Henry Lau – Harmony of Leaves (feat. Park Jin-woo) – 3:28 (musica: Gaemi, Leto)

L'album della colonna sonora è uscito digitalmente il 19 dicembre 2021, mentre il CD è stato pubblicato tre giorni dopo.

## Accoglienza

### Critica
Jo Young-chul di Financial News ha recensito positivamente il primo episodio, reputando che "la scrittrice Kim Eun-hee ha presentato una variazione potente al genere aggiungendo il mistero all'argomento del Jirisan e dei ranger, che nessuno aveva mai provato"; ha inoltre lodato la regia di Lee Eun-bok per aver "illustra[to] in modo dinamico gli ampi scenari inesplorati del Jirisan e le commoventi attività di salvataggio dei ranger". Gladis Yeo di NME ha assegnato 4 stelle su 5 ai primi quattro episodi, ritenendo che "Il frequente avanti e indietro tra gli anni può creare confusione se non si sta prestando molta attenzione, ma anche in questo caso, la storia avvincente ti tiene con il fiato sospeso mentre i nostri protagonisti si avvicinano al pericolo che si nasconde all'interno del monte Jiri."
Pierce Conran del South China Morning Post è rimasto invece meno impressionato, opinando che la première avesse un'atmosfera troppo seria. Nella sua recensione di metà stagione, ha definito Jirisan "una storia confusa piena di sciocchezze soprannaturali", sostenendo che l'alternanza tra passato e presente sembrasse "semplicemente un modo per mascherare quanto siano noiosi gli eventi della narrazione", e indicando come unico evento memorabile l'incendio boschivo degli episodi 7 e 8. Complessivamente, ha assegnato a Jirisan 1 stella su 5.

### Pubblico
Il primo episodio di Jirisan è stato il programma più visto della serata in Corea del Sud, e ha stabilito il secondo ascolto più alto per la première di un drama su tvN, registrando una media nazionale del 9,1%, inferiore solo a quella del primo episodio di Hospital Playlist 2 (10%). Gli ascolti del secondo episodio hanno segnato un incremento raggiungendo una media nazionale del 10,663%. Alla trasmissione delle prime due puntate hanno fatto seguito numerose critiche online rivolte alla CG "scadente", al product placement "eccessivo" e alla musica di sottofondo "datata", che hanno fatto crollare del 17,78% le azioni della casa produttrice AStory e deprezzare quelle di altre società legate alla realizzazione della serie. Lo share dell'episodio 3 è sceso significativamente, toccando il minimo fino a quel momento. Dopo aver registrato ascolti ancora inferiori con l'episodio 9, il minimo assoluto è stato toccato dall'episodio 11.
La tabella sottostante illustra i dati di ascolto per ogni episodio, con i massimi in rosso e i minimi in blu, e la posizione nella classifica giornaliera. La serie ha conservato la vetta per l'intero periodo di trasmissione.
| Episodio | Data di trasmissione | Dati Nielsen Korea  | Dati Nielsen Korea   | Dati Nielsen Korea         | Dati Nielsen Korea         |
| Episodio | Data di trasmissione | A livello nazionale | A livello nazionale  | Area metropolitana di Seul | Area metropolitana di Seul |
| Episodio | Data di trasmissione | Share %             | Spettatori (milioni) | Share %                    | Spettatori (milioni)       |
| -------- | -------------------- | ------------------- | -------------------- | -------------------------- | -------------------------- |
| 1        | 23 ottobre 2021      | 9,097% (1º)         | 2,320 (1º)           | 9,671% (1º)                | 1,206 (1º)                 |
| 2        | 24 ottobre 2021      | 10,663% (1º)        | 2,586 (1º)           | 12,226% (1º)               | 1,438 (1º)                 |
| 3        | 30 ottobre 2021      | 7,850% (1º)         | 1,973 (1º)           | 8,141% (1º)                | 0,996 (1º)                 |
| 4        | 31 ottobre 2021      | 9,384% (1º)         | 2,174 (1º)           | 10,348% (1º)               | 1,124 (1º)                 |
| 5        | 6 novembre 2021      | 7,966% (1º)         | 1,951 (1º)           | 8,055% (1º)                | 0,941 (1º)                 |
| 6        | 7 novembre 2021      | 8,922% (1º)         | 2,124 (1º)           | 9,507% (1º)                | 1,054 (1º)                 |
| 7        | 13 novembre 2021     | 7,870% (1º)         | 1,938 (1º)           | 8,476% (1º)                | 1,009 (1º)                 |
| 8        | 14 novembre 2021     | 7,908% (1º)         | 1,974 (1º)           | 9,076% (1º)                | 1,038 (1º)                 |
| 9        | 20 novembre 2021     | 7,762% (1º)         | 1,856 (1º)           | 8,467% (1º)                | 0,936 (1º)                 |
| 10       | 21 novembre 2021     | 8,261% (1º)         | 2,027 (1º)           | 9,054% (1º)                | 1,045 (1º)                 |
| 11       | 27 novembre 2021     | 7,562% (1º)         | 1,743 (1º)           | 8,009% (1º)                | 0,840 (1º)                 |
| 12       | 28 novembre 2021     | 8,105% (1º)         | 2,003 (1º)           | 8,656% (1º)                | 1,024 (1º)                 |
| 13       | 4 dicembre 2021      | 7,741% (1º)         | 1,787 (1º)           | 8,978% (1º)                | 0,986 (1º)                 |
| 14       | 5 dicembre 2021      | 8,212% (1º)         | 1,900 (1º)           | 8,626% (1º)                | 0,935 (1º)                 |
| 15       | 11 dicembre 2021     | 7,636% (1º)         | 1,829 (1º)           | 8,243% (1º)                | 0,938 (1º)                 |
| 16       | 12 dicembre 2021     | 9,225% (1º)         | 2,284 (1º)           | 10,114% (1º)               | 1,134 (1º)                 |
| Media    | Media                | 8,385%              | 2,029                | 9,103%                     | 1,040                      |